# جورج بلانشارد
جورج بلانشارد هو مهندس معماري وسياسي كندي، ولد في 3 مارس 1891، وتوفي في 19 يوليو 1978.